# Franco Bonisolli
Franco Bonisolli (Rovereto, 25 maggio 1938 – Monte Carlo, 30 ottobre 2003) è stato un tenore italiano.

## Biografia
Dopo aver studiato con Alfredo Lattaro, vince nel 1961 il concorso Teatro lirico sperimentale "Adriano Belli" di Spoleto, dove debutta l'anno successivo come Ruggiero ne La rondine. Negli anni seguenti si esibisce in Italia, soprattutto in ruoli di genere lirico-leggero e lirico (Nemorino, Almaviva, Duca di Mantova, Alfredo, Rodolfo, Faust, Edgardo, Riccardo).
La carriera internazionale ha inizio nel 1968 con il debutto alla Wiener Staatsoper, cui seguono nel 1971 l'esordio al Metropolitan Opera di New York e apparizioni a Salisburgo e all'Opéra di Parigi. Notevole in questo periodo è la partecipazione alle importanti riprese rossiniane dell'Assedio di Corinto alla Scala nel 1969 e della Donna del lago alla RAI di Torino nel 1970, oltre alle prime rappresentazioni de La lampada di Aladino di Nino Rota e Luisilla di Franco Mannino. Nel corso degli anni settanta e ottanta estende il repertorio verso ruoli di genere lirico-spinto e drammatico, in particolare verdiani e del periodo verista, per i quali è oggi maggiormente noto. Tra i personaggi più frequentati: Radames in Aida, Manrico ne Il trovatore, Otello, Turiddu in Cavalleria rusticana, Andrea Chénier, Don Josè in Carmen, Calaf in Turandot. Affronta inoltre Arnoldo in Guglielmo Tell.
Voce di considerevole potenza e grande estensione, con un eccellente controllo del fiato, ma penalizzata, secondo alcuni, da un fraseggio tendente all'eccesso declamatorio e da un canto indisciplinato, rimane noto nell'ambiente musicale anche per il carattere incostante, eccentrico e scontroso, che lo ha di frequente portato a dissidi con i colleghi, oltre che con il pubblico. Celebri in proposito i suoi attacchi di rabbia fuori e dentro il palcoscenico, così come l'episodio della "fuga" durante le prove del Trovatore con Herbert von Karajan e anche i frequenti e poco lusinghieri apprezzamenti nei confronti dei colleghi tenori. Muore improvvisamente all'età di 65 anni.

## Repertorio
| Ruolo              | Titolo                                     | Autore                |
| ------------------ | ------------------------------------------ | --------------------- |
| Benvenuto Cellini  | Benvenuto Cellini                          | Berlioz               |
| Haroun             | Djamileh                                   | Bizet                 |
| Rismondo           | Riccardo III                               | Canepa                |
| Anacréon           | Anacréon                                   | Cherubini             |
| Putifarre          | Chi dell'altrui si veste presto si spoglia | Cimarosa              |
| Nemorino           | L'elisir d'amore                           | Donizetti             |
| Edgardo Ravenswood | Lucia di Lammermoor                        | Donizetti             |
| Fernando           | La favorita                                | Donizetti             |
| Andrea Chénier     | Andrea Chénier                             | Giordano              |
| Loris Ipanov       | Fedora                                     | Giordano              |
| Paride             | Paride ed Elena                            | Gluck                 |
| Pylade             | Iphigénie en Tauride                       | Gluck                 |
| Faust              | Faust                                      | Gounod                |
| Canio/Pagliaccio   | Pagliacci                                  | Leoncavallo           |
| Turiddu            | Cavalleria rusticana                       | Mascagni              |
| Fritz Kobus        | L'amico Fritz                              | Mascagni              |
| Des Grieux         | Massenet                                   | Massenet              |
| Vasco de Gama      | L'Africaine                                | Meyerbeer             |
| Tito Vespasiano    | La clemenza di Tito                        | Mozart                |
| Hoffmann           | I racconti di Hoffmann                     | Offenbach             |
| Rodolfo            | La bohème                                  | Puccini               |
| Mario Cavaradossi  | Tosca                                      | Puccini               |
| F. B. Pinkerton    | Madama Butterfly                           | Puccini               |
| Dick Johnson       | La fanciulla del West                      | Puccini               |
| Ruggiero Lastouc   | La rondine                                 | Puccini               |
| Calaf              | Turandot                                   | Puccini               |
| Achille            | La festa di Piedigrotta                    | Ricci                 |
| Conte d'Almaviva   | Il barbiere di Siviglia                    | Rossini               |
| Uberto             | La donna del lago                          | Rossini               |
| Cleomene           | L'assedio di Corinto                       | Rossini               |
| Arnoldo Melchtal   | Guglielmo Tell                             | Rossini               |
| Doraspe            | Il Tigrane                                 | Scarlatti, Alessandro |
| Licione            | La Dirindina                               | Scarlatti, Domenico   |
| Barinkay           | Lo zingaro barone                          | Strauss II, Johann    |
| Cantante italiano  | Der Rosenkavalier                          | Strauss, Richard      |
| Carlo              | I masnadieri                               | Verdi                 |
| Rodolfo            | Luisa Miller                               | Verdi                 |
| Duca di Mantova    | Rigoletto                                  | Verdi                 |
| Manrico            | Il trovatore                               | Verdi                 |
| Alfredo Germont    | La traviata                                | Verdi                 |
| Arrigo             | I vespri siciliani                         | Verdi                 |
| Gabriele Adorno    | Simon Boccanegra                           | Verdi                 |
| Riccardo           | Un ballo in maschera                       | Verdi                 |
| Don Alvaro         | La forza del destino                       | Verdi                 |
| Radames            | Aida                                       | Verdi                 |
| Otello             | Otello                                     | Verdi                 |

## Discografia

### Incisioni in studio
- La traviata (film), con Anna Moffo, Gino Bechi, dir. Giuseppe Patanè - Eurodisc/VAI 1968
- Rigoletto (DVD), con Rolando Panerai, Margherita Rinaldi, Bengt Rundgren, dir. Francesco Molinari Pradelli - Acanta/Arts 1969
- La traviata (video), con Mirella Freni, Sesto Bruscantini, dir. Lamberto Gardelli - Acanta 1973
- Il trovatore (DVD), con Raina Kabaivanska, Giorgio Zancanaro, Viorica Cortez, Giancarlo Luccardi, dir. Bruno Bartoletti - Arts 1975
- Tosca, con Galina Visnevskaja, Matteo Manuguerra, dir. Mstislav Rostropovich - DG 1976
- Il trovatore, con Leontyne Price, Piero Cappuccilli, Elena Obraztsova, Ruggero Raimondi, dir. Herbert von Karajan - EMI 1977
- Pagliacci (selez.), con Edda Moser, Bruno Pola, Wolfgang Schöne, dir. Bruno Weil - EMI 1980
- Cavalleria rusticana, con Martina Arroyo, Bernd Weikl, dir. Lamberto Gardelli - Eurodisc/RCA 1981
- I masnadieri, con Joan Sutherland, Samuel Ramey, Matteo Manuguerra, Simone Alaimo, dir. Richard Bonynge - Decca 1982
- La bohème (Leoncavallo), con Wilsing Joern, Alan Titus, Malta Alexander, dir. Wallberg Heinz - Orfeo 1982
- Ifigenia in Tauride, con Pilar Lorengar, Walton Groenroos, Dietrich Fischer-Dieskau, dir. Lamberto Gardelli - Orfeo 1983
- Paride ed Elena, con Ileana Cotrubaș, Sylvia Greenberg, Gabriele Fontana, dir. Lothar Zagrosek - Orfeo 1986

### Edizioni dal vivo
- Riccardo III, Sassari 1963, con Nicola Rossi-Lemeni, Antonietta Pastori, Lucilla Udovich, Walter Alberti, Tommaso Frascati, dir. Nino Bonavolontà
- La traviata, Dallas 1965, con Montserrat Caballé, Mario Zanasi, dir. Nicola Rescigno ed. Melodram/Opera Lovers
- Manon, Barcellona 1967, con Victoria de los Ángeles, Jean Pierre Laffage, dir. Jesus Etcheverry ed. Opera Lovers/Première Opera
- L'assedio di Corinto, La Scala 1969, con Beverly Sills, Marilyn Horne, dir. Thomas Schippers ed. Opera D'Oro
- La donna del lago, RAI-Torino 1970, con Montserrat Caballè, Julia Hamari, dir. Piero Bellugi ed. Opera D'Oro
- Il barbiere di Siviglia, Barcellona 1970, con Sherrill Milnes, Bianca Maria Casoni, Enzo Dara, dir. Ottavio Ziino ed. Opera Lovers
- Faust, Met 1971, con Cesare Siepi, Raina Kabaivanska, Kostas Paskalis, dir. Alain Lombard ed. Opera Lovers
- Benvenuto Cellini, RAI-Roma 1973, con Teresa Zylis Gara, Wolfgang Brendel, James Loomis, dir. Seiji Ozawa ed. Opera D'Oro
- La bohème, Vienna 1973, con Ileana Cotrubaș, Giuseppe Taddei, Bonaldo Giaiotti, Renate Holm, dir. Anton Guadagno ed. Lyric Distribution
- La forza del destino, Londra 1974, con Gilda Cruz Romo, Kostas Paskalis, Cesare Siepi, dir. Riccardo Muti ed. Myto
- Guglielmo Tell, Amburgo 1974, con Giuseppe Taddei, Teresa Zylis Gara, Harald Stamm, dir. Jacques Delacote ed. Myto
- Il trovatore, Londra 1981, con Joan Sutherland, Yuri Masurok, Elena Obraztsova, dir. Richard Bonynge
- Andrea Chénier, Nizza 1981, con Montserrat Caballè, Juan Pons, dir. Daniel Lipton
- Turandot, Londra 1981, con Sylvia Sass, Barbara Hendricks, dir. Arwell Hugues
- Simon Boccanegra, Londra 1982, con Renato Bruson, Robert Loyd, Kiri Te Kanawa, dir. Edward Downes ed. Charles Handelman
- Aida, Amburgo 1982, con Margaret Price, Alexandrina Miltscghewa, dir. Giuseppe Sinopoli
- Rigoletto, Vienna 1983, con Renato Bruson Edita Gruberová, dir. Riccardo Muti DG
- Un ballo in maschera, Amburgo 1983, con Montserrat Caballè, Giorgio Zancanaro, dir. Julius Rudel ed. Premier Opera
- Il trovatore (DVD), Verona 1985, con Rosalind Plowright, Fiorenza Cossotto, Giorgio Zancanaro, Paolo Washington, dir. Reynald Giovaninetti ed. Castle/Warner/Kultur